# Warudoyong (Cikalongkulon)
Warudoyong is een bestuurslaag in het regentschap Cianjur van de provincie West-Java, Indonesië. Warudoyong telt 4916 inwoners (volkstelling 2010).